# Karangpanimbal
Karangpanimbal is een bestuurslaag in het regentschap Banjar van de provincie West-Java, Indonesië. Karangpanimbal telt 4338 inwoners (volkstelling 2010).